# Ітераційна формула Герона
Ітераційна формула Герона має вигляд
{\displaystyle x_{n+1}={\frac {1}{2}}\left(x_{n}+{\frac {a}{x_{n}}}\right)},
де {\displaystyle a} — фіксоване додатне число, а {\displaystyle x_{1}} — будь-яке дійсне число.
Ітераційна формула задає спадаючу (починаючи з другого елемента) послідовність, яка при довільному виборі {\displaystyle x_{1}} швидко сходиться до величини {\displaystyle {\sqrt {a}}} (квадратний корінь з числа), тобто:
{\displaystyle \lim _{n\rightarrow \infty }x_{n}={\sqrt {a}}}.
Використовується для чисельного знаходження квадратного кореня з дійсного додатного числа. Кількість правильних десяткових знаків при обчисленнях з використанням формули Герона швидко зростає. Навіть якщо в процесі обчислень буде допущена помилка, то вона буде автоматично виправлена при наступних ітераціях (ітераційний процес, що саморегулюється).
Цю формулу можна отримати, застосовуючи метод Ньютона для розв'язування рівняння {\displaystyle x^{2}-a=0}.